# Lijst van gemeentelijke monumenten in Waterland
De gemeente Waterland heeft 60 gemeentelijke monumenten. Hieronder een overzicht. 

## Broek in Waterland
De plaats Broek in Waterland kent 12 gemeentelijke monumenten:
| Object                                       | Bouwjaar | Architect  | Locatie                                    | Coördinaten                   | Nr.     | Afbeelding                                   |
| -------------------------------------------- | -------- | ---------- | ------------------------------------------ | ----------------------------- | ------- | -------------------------------------------- |
| Boerderij                                    |          |            | Atjehgouw 1                                | 52° 26' 8" NB, 5° 0' 56" OL   | 0852/27 | Upload foto                                  |
|                                              |          |            | Burgemeester P. Ph. Paulplantsoen 1 t/m 12 | 52° 26' 4" NB, 4° 59' 52" OL  | 0852/63 |                                              |
| Woning                                       |          |            | Dorpsstraat 14                             | 52° 26' 3" NB, 4° 59' 46" OL  | 0852/26 | Woning                                       |
| Woning                                       |          |            | Dorpsstraat 18                             | 52° 26' 3" NB, 4° 59' 47" OL  | 0852/34 | Woning                                       |
| Voormalige tramhalte en wachtruimte (woning) |          |            | Eilandweg 3                                | 52° 26' 0" NB, 4° 59' 54" OL  | 0852/15 | Voormalige tramhalte en wachtruimte (woning) |
| Raadhuisbrug: draaibrug en sluis             |          |            | De Erven BIJ 2                             | 52° 26' 9" NB, 4° 59' 34" OL  | 0852/5  | Raadhuisbrug: draaibrug en sluis             |
| Woning                                       |          |            | De Erven 2                                 | 52° 26' 9" NB, 4° 59' 33" OL  | 0852/59 | Woning                                       |
| Woning                                       |          | J.J.P. Oud | De Erven 3                                 | 52° 26' 7" NB, 4° 59' 35" OL  | 0852/57 | Woning                                       |
| Woning                                       |          |            | Kerkplein 9                                | 52° 26' 10" NB, 4° 59' 38" OL | 0852/17 | Woning                                       |
| Woning                                       |          |            | Roomeinde 30                               | 52° 26' 16" NB, 4° 59' 34" OL | 0852/47 | Woning                                       |
| Begraafplaats                                |          |            | Roomeinde 43                               | 52° 26' 15" NB, 4° 59' 32" OL | 0852/6  | Upload foto                                  |
| Vier duplexwoningen                          |          |            | Zuideinde 17-23                            | 52° 25' 56" NB, 4° 59' 56" OL | 0852/35 | Vier duplexwoningen                          |

## Ilpendam
De plaats Ilpendam kent 5 gemeentelijke monumenten:
| Object                                | Bouwjaar | Architect | Locatie                 | Coördinaten                  | Nr.     | Afbeelding                 |
| ------------------------------------- | -------- | --------- | ----------------------- | ---------------------------- | ------- | -------------------------- |
| Vrm. Burgemeesterswoning              |          |           | Dorpsstraat 12          | 52° 27' 48" NB, 4° 57' 1" OL | 0852/14 | Vrm. Burgemeesterswoning   |
| Woning en schildersbedrijf            |          |           | Dorpsstraat 42-42a      | 52° 27' 43" NB, 4° 57' 4" OL | 0852/48 | Woning en schildersbedrijf |
| R.K. Sint-Sebastianuskerk en pastorie |          |           | Dorpsstraat 55 en 58    | 52° 27' 42" NB, 4° 57' 6" OL | 0852/1  | Meer afbeeldingen          |
| Dorpshuis en woning                   |          |           | Kerkstraat 1-2          | 52° 27' 47" NB, 4° 57' 5" OL | 0852/11 | Dorpshuis en woning        |
| Stolpboerderij                        |          |           | Monnickendammerrijweg 6 | 52° 27' 39" NB, 4° 57' 2" OL | 0852/19 | Stolpboerderij             |

## Katwoude
De plaats Katwoude kent 1 gemeentelijk monument:
| Object         | Bouwjaar | Architect | Locatie          | Coördinaten                 | Nr.     | Afbeelding     |
| -------------- | -------- | --------- | ---------------- | --------------------------- | ------- | -------------- |
| Stolpboerderij |          |           | Achterdichting 3 | 52° 29' 21" NB, 5° 3' 9" OL | 0852/40 | Stolpboerderij |

## Marken
De plaats Marken kent 11 gemeentelijke monumenten:
| Object                              | Bouwjaar | Architect | Locatie                            | Coördinaten                  | Nr.      | Afbeelding                          |
| ----------------------------------- | -------- | --------- | ---------------------------------- | ---------------------------- | -------- | ----------------------------------- |
| Woning                              |          |           | Buurt II 30                        | 52° 27' 28" NB, 5° 6' 5" OL  | 0852/24  | Woning                              |
| Gezondheidscentrum                  |          |           | Buurterstraat 37, 43, 43a, 43e, 44 | 52° 27' 30" NB, 5° 6' 17" OL | 0852/4   | Gezondheidscentrum                  |
| Woning, voorheen Kerkbuurt 34 en 35 |          |           | Kerkbuurt 34                       | 52° 27' 37" NB, 5° 6' 22" OL | 0852/60  | Woning, voorheen Kerkbuurt 34 en 35 |
| Woning                              |          |           | Kerkbuurt 37                       | 52° 27' 38" NB, 5° 6' 21" OL | 0852/56  | Woning                              |
| Vrm. dokterswoning                  |          |           | Kerkbuurt 94-95                    | 52° 27' 38" NB, 5° 6' 24" OL | 0852/31  | Vrm. dokterswoning                  |
| Woningen                            |          |           | Kerkbuurt 176 t/m 180              | 52° 27' 34" NB, 5° 6' 24" OL | 0852/30a | Woningen                            |
| Woningen                            |          |           | Kerkbuurt 184 t/m 189              | 52° 27' 33" NB, 5° 6' 24" OL | 0852/54  | Woningen                            |
| Woningen                            |          |           | Kets 33ab t/m 38                   |                              | 0852/46  | Woningen                            |
| Woningen                            |          |           | Kets 42 t/m 45                     | 52° 27' 27" NB, 5° 6' 11" OL | 0852/32  | Woningen                            |
|                                     |          |           | Rozewerf 5                         | 52° 27' 17" NB, 5° 6' 48" OL | 0852/25  |                                     |
|                                     |          |           | Rozewerf 6                         | 52° 27' 17" NB, 5° 6' 48" OL | 0852/33  |                                     |

## Monnickendam
De plaats Monnickendam kent 22 gemeentelijke monumenten:
| Object                | Bouwjaar | Architect | Locatie                          | Coördinaten                  | Nr.      | Afbeelding            |
| --------------------- | -------- | --------- | -------------------------------- | ---------------------------- | -------- | --------------------- |
| Woning                |          |           | De Haven 8                       | 52° 27' 35" NB, 5° 2' 12" OL | 0852/18  | Woning                |
| Directiewoning        |          |           | Groote Noord 11                  | 52° 27' 35" NB, 5° 2' 16" OL | 0852/9   | Directiewoning        |
| Horecabedrijf         |          |           | Havenstraat 1                    | 52° 27' 36" NB, 5° 2' 12" OL | 0852/587 | Horecabedrijf         |
|                       |          |           | Havenstraat 7                    | 52° 27' 38" NB, 5° 2' 12" OL | 0852/13  |                       |
|                       |          |           | Kerkstraat 12                    | 52° 27' 29" NB, 5° 2' 2" OL  | 0852/61  |                       |
| Notabele woning       |          |           | Kerkstraat 56                    | 52° 27' 32" NB, 5° 2' 7" OL  | 0852/37  | Notabele woning       |
| R.K. begraafplaats    |          |           | Langs provinciale weg N247 BIJ 0 |                              | 0852/8   | R.K. begraafplaats    |
| Boerderij             |          |           | Monnickenmeer 5                  | 52° 27' 14" NB, 5° 1' 23" OL | 0852/23  | Upload foto           |
| Voormalige bakkerij   |          |           | Niesenoortsburgwal 4             | 52° 27' 30" NB, 5° 2' 14" OL | 0852/10  | Voormalige bakkerij   |
| Woningen              |          |           | Nieuwe Zijds Burgwal 1 t/m 29    | 52° 27' 30" NB, 5° 1' 58" OL | 0852/20  | Upload foto           |
| Woning                |          |           | Noordeinde 3                     | 52° 27' 34" NB, 5° 2' 8" OL  | 0852/49  | Woning                |
| Voormalig postkantoor |          |           | Noordeinde 12                    | 52° 27' 35" NB, 5° 2' 8" OL  | 0852/16  | Voormalig postkantoor |
| R.K. Kerk en pastorie |          |           | Noordeinde 19                    | 52° 27' 36" NB, 5° 2' 6" OL  | 0852/2   | R.K. Kerk en pastorie |
|                       |          |           | Noordeinde 27                    | 52° 27' 38" NB, 5° 2' 7" OL  | 0852/62  |                       |
| Vrm. bedelaarsdoelen  |          |           | Noordeinde 128-130               | 52° 27' 47" NB, 5° 2' 6" OL  | 0852/28  | Vrm. bedelaarsdoelen  |
| Stolpboerderij        |          |           | Oosterweg M17                    | 52° 29' 20" NB, 5° 0' 26" OL | 0852/52  | Upload foto           |
| Stolpboerderij        |          |           | Oosterweg M23                    | 52° 29' 20" NB, 5° 0' 26" OL | 0852/53  | Upload foto           |
| Stolpboerderij        |          |           | Oosterweg M9                     | 52° 29' 20" NB, 5° 0' 26" OL | 0852/44  | Upload foto           |
| Dubbele woning        |          |           | Oude Zijds Burgwal 54-55         | 52° 27' 46" NB, 5° 2' 4" OL  | 0852/38  | Dubbele woning        |
| Woning                |          |           | Zonnepad 1-3                     | 52° 27' 28" NB, 5° 2' 2" OL  | 0852/29  | Woning                |
| Winkel/woning         |          |           | Zuideinde 3                      | 52° 27' 33" NB, 5° 2' 12" OL | 0852/12  | Winkel/woning         |
| Woning                |          |           | Zuideinde 4-4a                   | 52° 27' 33" NB, 5° 2' 11" OL | 0852/39  | Woning                |

## Uitdam
De plaats Uitdam kent 1 gemeentelijk monument:
| Object                | Bouwjaar | Architect | Locatie                  | Coördinaten                | Nr.    | Afbeelding            |
| --------------------- | -------- | --------- | ------------------------ | -------------------------- | ------ | --------------------- |
| Kerk en begraafplaats |          |           | Uitdammer Dorpsstraat 43 | 52° 25' 5" NB, 5° 4' 9" OL | 0852/3 | Kerk en begraafplaats |

## Watergang
De plaats Watergang kent 1 gemeentelijk monument:
| Object                    | Bouwjaar | Architect | Locatie        | Coördinaten                   | Nr.     | Afbeelding                |
| ------------------------- | -------- | --------- | -------------- | ----------------------------- | ------- | ------------------------- |
| Stolpboerderij met schuur |          |           | Dorpsstraat 55 | 52° 26' 19" NB, 4° 57' 11" OL | 0852/45 | Stolpboerderij met schuur |

## Zuiderwoude
De plaats Zuiderwoude kent 7 gemeentelijke monumenten:
| Object         | Bouwjaar | Architect | Locatie                     | Coördinaten                  | Nr.     | Afbeelding        |
| -------------- | -------- | --------- | --------------------------- | ---------------------------- | ------- | ----------------- |
| Boerderij      |          |           | Aandammergouw 19            | 52° 25' 25" NB, 5° 1' 59" OL | 0852/41 | Upload foto       |
| Stolpboerderij | 1816     |           | Dijkeinde 2                 | 52° 25' 50" NB, 5° 2' 50" OL | 0852/43 | Stolpboerderij    |
| Stolpboerderij |          |           | Dijkeinde 3                 | 52° 25' 51" NB, 5° 2' 59" OL | 0852/42 | Meer afbeeldingen |
| Stolpboerderij |          |           | Dijkeinde 4                 | 52° 25' 54" NB, 5° 3' 7" OL  | 0852/22 | Stolpboerderij    |
| Boerderij      |          |           | Zuiderwouder Dorpsstraat 42 | 52° 25' 49" NB, 5° 2' 16" OL | 0852/50 | Upload foto       |
| Boerderij      |          |           | Zuiderwouder Dorpsstraat 44 | 52° 25' 48" NB, 5° 2' 17" OL | 0852/21 | Upload foto       |
| Stolpboerderij |          |           | Zuiderwouder Dorpsstraat 52 | 52° 25' 46" NB, 5° 2' 22" OL | 0852/51 | Upload foto       |